# (2471) Ultrajectum
(2471) Ultrajectum (6545 P-L) – planetoida z pasa głównego asteroid okrążająca Słońce w ciągu 5,19 lat w średniej odległości 3 au. Odkryta 24 września 1960 roku.